# Mystacides niger
Mystacides niger – gatunek owada z rzędu chruścików i rodziny Leptoceridae. Larwy prowadzą wodny tryb życia, budują przenośne domki.
Jest to gatunek palearktyczny, występuje w całej Europie (bez Islandii), larwy występują w jeziorach i strefach roślinności rzek, głównie na terenach nizinnych. Limnebiont, najprawdopodobniej związany ze strefą elodeidów.
Materiał obejmuje larwy złowione w jeziorach różnych części Polski, jednakże są uzasadnione wątpliwości co do pewnego i jednoznacznego ich oznaczenia.
W Finlandii występuje raczej pospolicie w rzekach, jeziorach i stawach. Obecność wykazana także w jeziorach i ciekach Estonii oraz okolic jez. Ładoga. Jest to gatunek masowy i szeroko rozprzestrzeniony w jeziorach Łotwy, o bardzo wysokiej frekwencji w jeziorach o niskiej trofii. Na Litwie imagines złowiono nad jeziorem mezotroficznym. Wykazany z jezior Niemiec i Danii. Imagines spotykane w Delcie Wołgi, nad jez. Balaton oraz górskimi jeziorami Bałkanów.